# Gmina Istebna
Die Gmina Istebna ist eine Landgemeinde im Powiat Cieszyński der Woiwodschaft Schlesien in Polen. Ihr Sitz ist das gleichnamige Dorf mit etwa 5000 Einwohnern.

## Geographie
Die Landgemeinde Istebna liegt im Süden der Woiwodschaft. Zu ihrem Gebiet gehört das Dreiländereck zwischen Polen, Tschechien und der Slowakei zwischen Jaworzynka und Hrčava. Sie grenzt an die Stadt Wisła. Die weiteren Nachbargemeinden sind  Milówka und Zwardoń.
Die Gemeinde hat eine Fläche von 84,3 km². Die Landschaft gehört zu den Schlesischen Beskiden und das Gemeindegebiet zum Quellgebiet der Olza (deutsch Olsa).

## Gliederung
Zur Landgemeinde (gmina wiejska) Istebna gehören drei Dörfer mit einer größeren Zahl kleiner Ortsteile:
- Istebna
- Jaworzynka (Jaworzinka)
- Koniaków (Koniakau)

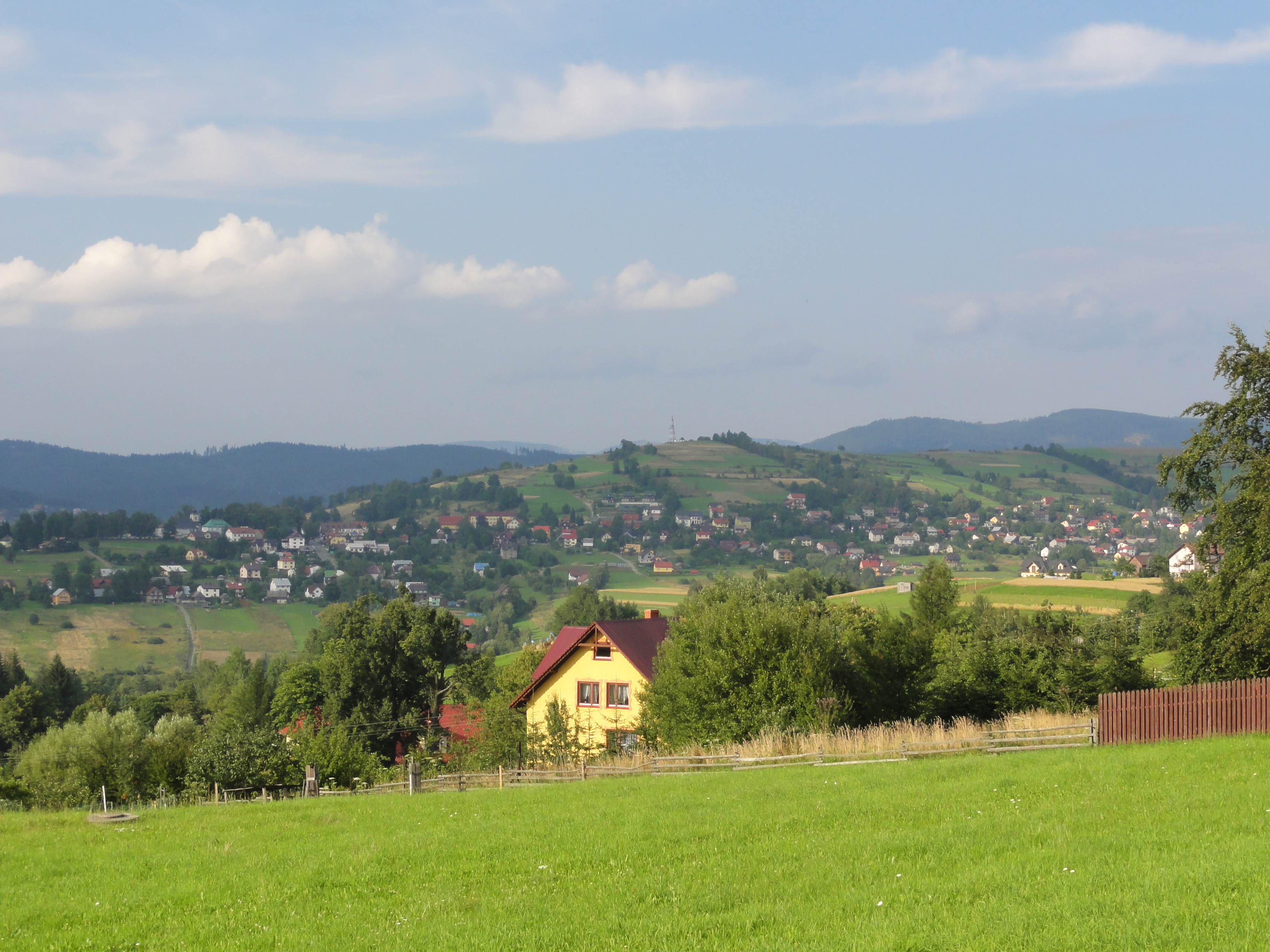
Blick über Istebna und den Berg Złoty Groń
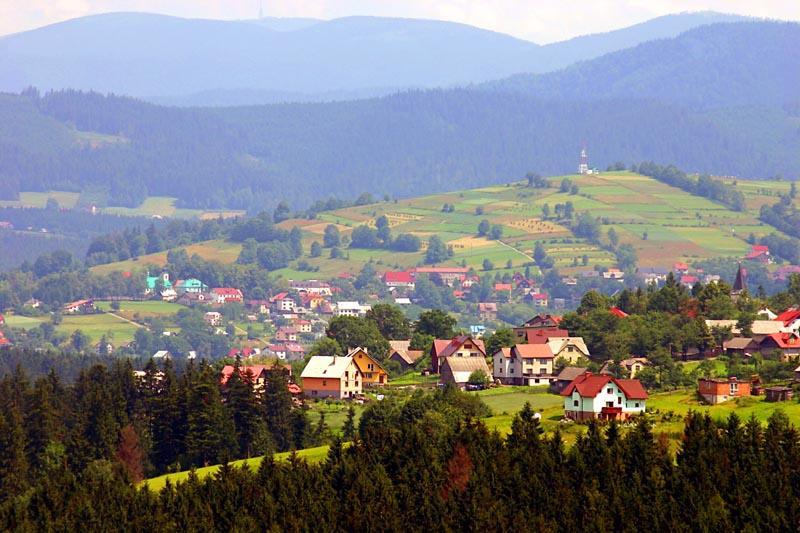
Blick über Jaworzynka
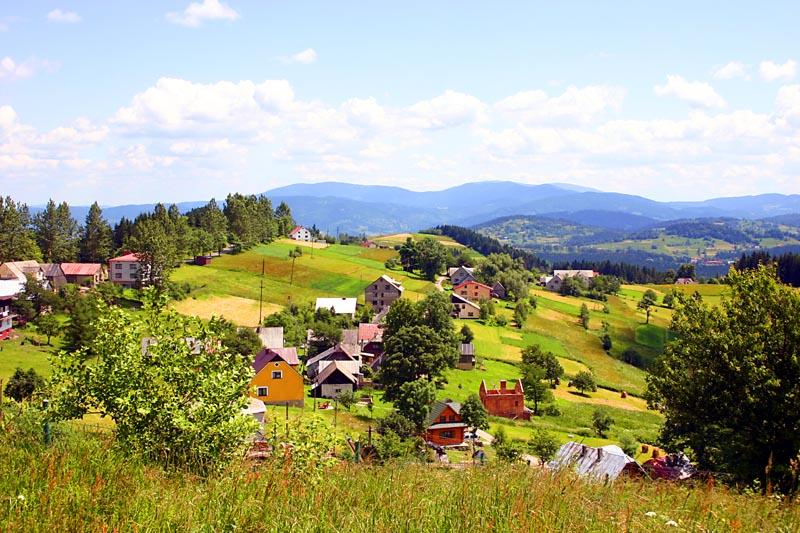
Blick über Koniaków
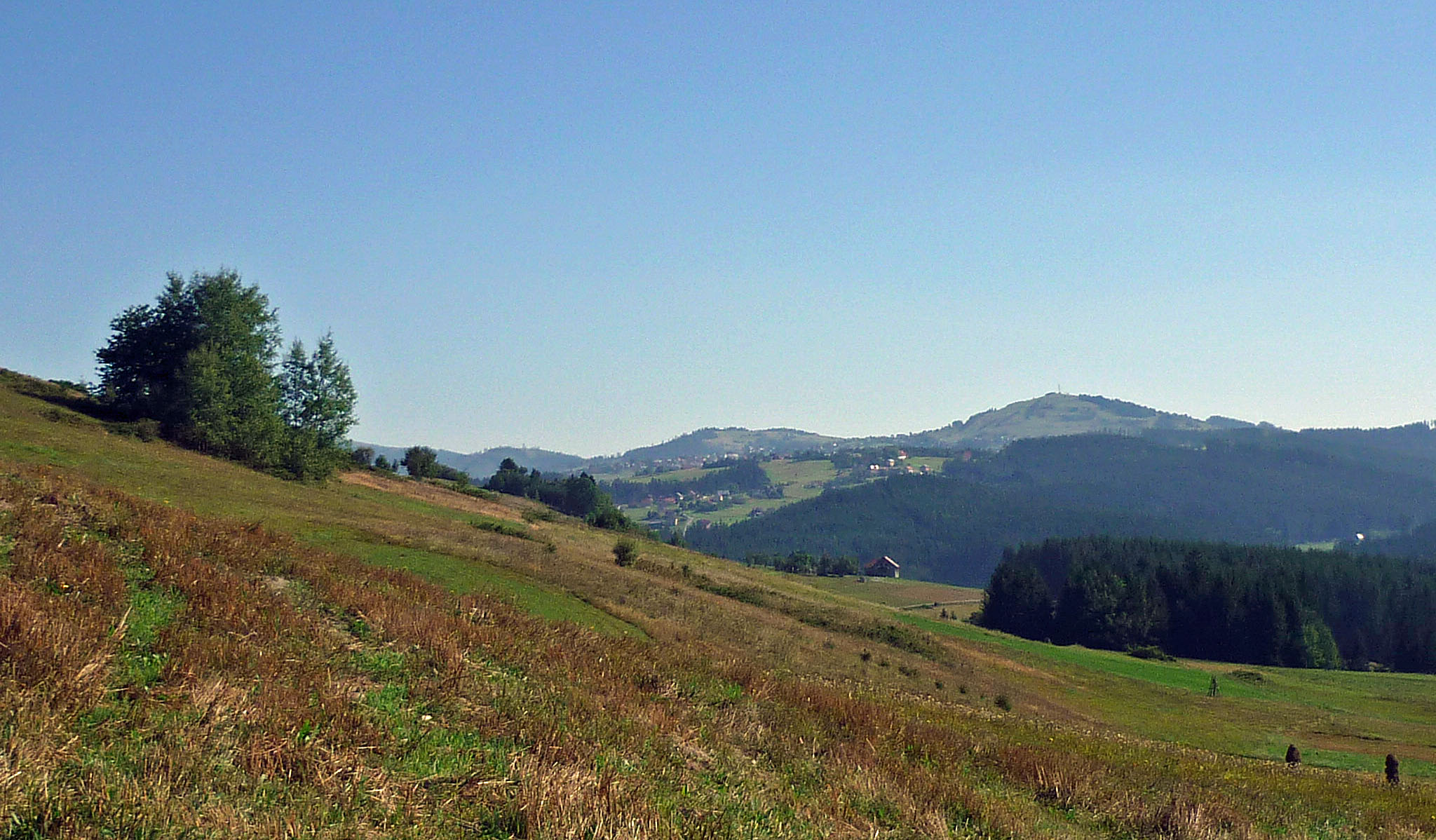
Blick von Jaworzynka zum Berg Ochodzita

## Politik

### Gemeindevorsteher
An der Spitze der Verwaltung steht der Gemeindevorsteher. Von 2018 bis 2024 war dies Łucja Michałek-Chudecka, die damals Henryk Gazurek ablöste. Sie gehört der PiS an. Bei der turnusmäßigen Wahl 2024 ergab sich folgendes Stimmenergebnis.
- Stanisław Legierski (Wahlkomitee „Einiges Dreidorf“) 46,2 % der Stimmen
- Łucja Michałek-Chudecka (Prawo i Sprawiedliwość) 40,8 % der Stimmen
- Monika Tokar-Juroszek (Wahlkomitee „Dreidorf verbindet uns“) 13,0 % der Stimmen

In der damit notwendigen Stichwahl setzte sich Legierski mit 54,0 % der Stimmen gegen Amtsinhaberin Michałek-Chudecka durch.
Bei der turnusmäßigen Wahl 2018 wurde folgendes Ergebnis ermittelt:
- Łucja Michałek-Chudecka (Prawo i Sprawiedliwość) 46,7 % der Stimmen
- Henryk Gazurek (Wahlkomitee „Gemeinwohl“) 42,5 % der Stimmen
- Rafał Legierski (Wahlkomitee Rafał Legierski) 10,8 % der Stimmen

In der damit notwendigen Stichwahl setzte sich die PiS-Kandidatin Michałek-Chudecka  mit 51,4 % der Stimmen gegen Amtsinhaber Gazurek durch.

### Gemeinderat
Der Gemeinderat von Istebna besteht aus 15 Mitgliedern, die in Einpersonenwahlkreisen direkt gewählt werden. Die Wahl 2024 führte zu folgendem Ergebnis:
- Wahlkomitee „Einiges Dreidorf“ 47,1 % der Stimmen, 9 Sitze
- Prawo i Sprawiedliwość (PiS) 37,7 % der Stimmen, 5 Sitze
- Wahlkomitee „Dreidorf verbindet uns“ 15,2 % der Stimmen, 1 Sitz

Die Wahl 2018 führte zu folgendem Ergebnis:
- Prawo i Sprawiedliwość (PiS) 43,4 % der Stimmen, 6 Sitze
- Wahlkomitee „Gemeinwohl“ 39,7 % der Stimmen, 9 Sitze
- Wahlkomitee Rafał Legierski 16,3 % der Stimmen, kein Sitz
- Übrige 0,6 % der Stimmen, kein Sitz

## Sehenswürdigkeiten
- Dorf-Museum Jan Kawulok in Istebna
- Museum und Gemäldegalerie der Familie Konarzewski
- Museum des Malers und Graphikers Jan Walach in Istebna
- Regionalmuseum „Na Grapie“ in Jaworzynka (Volkskunst der Goralen)
- Regionalmuseum in Koniaków
- Spitzen-Museum Maria Gwarek in Koniaków
- Kirche zum Guten Hirten in Istebna (Kościół Dobrego Pasterza) (1794)
- Holzkirchen in Stecówka und Kubalonka

## Kirchen

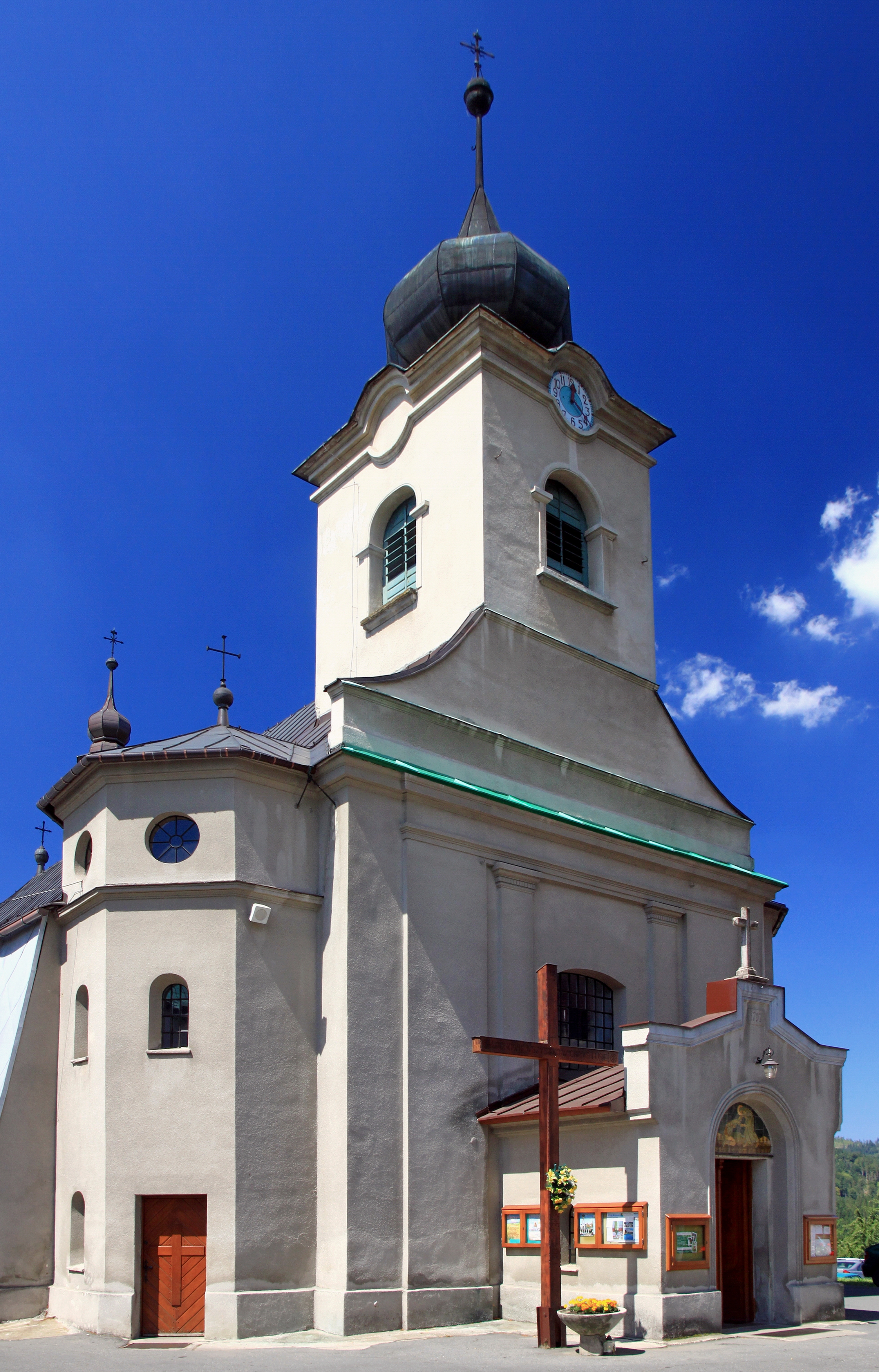
Kirche zum Guten Hirten in Istebna

- Kirche zum Guten Hirten in Istebna (Kościół Dobrego Pasterza) (1794)
- Kirche St. Josef in Mlaskawka (Kościół Św. Józefa na Mlaskawce)
- Kirche Mutter Gottes von Fatima in Stecówka (Kościół Matki Bożej Fatimskiej w Stecówce)
- Kreuzerhöhungskirche in Kubalonka (Kościół Podwyższenia Krzyża)
- Evangelische Kirche in Istebna (1927–1930)
- Bartholomeus-Kirche in Koniaków (Kościół Św. Bartłomieja w Koniakówi) (1901)
- Kirche St. Peter und Paul in Jaworzynka (Kościół Św. Piotra i Pawła)
- Mutter-Gottes-Kirche in Jaworzynka-Trzycatek (Kościół p.w. Matki Bożej Frydeckiej Trzycatek)